# 마우렌 프랑코
마우렌 하비에르 프랑코 알론소(스페인어: Maureen Javier Franco Alonso, 1997년 10월 17일 ~ )는 마우렌 프랑코라 불리는 우루과이의 축구 선수로, 포지션은 중앙 공격수다. 2017년 현재 우루과이 프리메라 디비시온의 CA 세로에서 활약하고 있다.